# IK-Stoßfestigkeitsgrad
Der IK-Stoßfestigkeitsgrad (auch IK-Code, IK-Kennzeichnung, IK-Schutzart) bezeichnet in der Elektrotechnik ein Maß für die Widerstandsfähigkeit bei Schlag- und Stoßbeanspruchung von Bauteilen. Er beschreibt nach internationaler Norm IEC 62262 bzw. nach EN 62262 Schutzarten durch Gehäuse für elektrische Betriebsmittel (Ausrüstung) gegen äußere mechanische Beanspruchungen. In Anlehnung an die erheblich früher genormte Schutzart (IP, abgekürzt für englisch international protection) ist der Buchstabe K phonetisch abgeleitet vom französischen casser, also zerbrechen.

## Nomenklatur
Es gibt elf Codes, entsprechend der Schlagenergie, der ein Gehäuse standhält.
| Code | Schlagenergie in Joule | entspricht Fallhöhe der Masse 1 |
| ---- | ---------------------- | ------------------------------- |
| IK00 | kein Schutz            | kein Schutz                     |
| IK01 | 00,14                  | 07 cm – 200 g                   |
| IK02 | 00,20                  | 08 cm – 250 g                   |
| IK03 | 00,35                  | 14 cm – 250 g                   |
| IK04 | 00,50                  | 20 cm – 250 g                   |
| IK05 | 00,70                  | 28 cm – 250 g                   |
| IK06 | 01,0                   | 40 cm – 250 g                   |
| IK07 | 02,0                   | 40 cm – 500 g                   |
| IK08 | 05,0                   | 25 cm – 002 kg                  |
| IK09 | 10,0                   | 20 cm – 005 kg                  |
| IK10 | 20,0                   | 40 cm – 005 kg                  |
| IK11 | 50,0                   | 50 cm – 010 kg                  |

## Verwendung
Angewendet wird der IK-Code für Gehäuse von elektrischen Geräten und Verteilern, beispielsweise auch für Schalter, Steckdosen, Leuchten oder etwa Tastaturen.

## Prüfverfahren
Die Prüfung wird mit einem Pendelhammer oder einem Freifallhammer, alternativ bis IK07 mit einem Federhammer ausgeführt. Das Prüfverfahren ist in den Normen EN 60068-2-75 (bzw. VDE 0468-2-75) und IEC 60068-2-75 festgelegt.
Für einige Anwendungen gelten andere, unabhängige Anforderungen und Prüfungen für die mechanische Widerstandsfähigkeit. Beispielsweise wird die Ballwurfsicherheit von Sporthallenleuchten gemäß DIN VDE 0710-13 bemessen, und die Prüfung wird mit einem Handball ausgeführt.